# Partido judicial de Sevilla
El partido judicial de Sevilla es uno de los 85 partidos judiciales en los que se divide la comunidad autónoma de Andalucía y creado por Real Decreto en 1983, como número seis de los quince en que se divide la provincia de Sevilla, en España.

## Ámbito geográfico
| Partido Judicial | Capital de partido | Municipios que comprende |
| ---------------- | ------------------ | --- |
| 6                | Sevilla            | Alcalá del Río, La Algaba, Bormujos, Burguillos, Camas, Castilblanco de los Arroyos, Castilleja de Guzmán, Castilleja de la Cuesta, El Castillo de las Guardas, El Garrobo, Gelves, Gerena, Gines, Guillena, El Madroño, Mairena del Aljarafe, La Rinconada, El Ronquillo, San Juan de Aznalfarache, Santiponce, Sevilla, Tomares y Valencina de la Concepción. |